# Aconitum nemorum
Aconitum nemorum là một loài thực vật có hoa trong họ Mao lương. Loài này được Popov mô tả khoa học đầu tiên năm 1935.